# Hackberry (Louisiana)
Hackberry ist eine Siedlung auf gemeindefreiem Gebiet im Cameron Parish im US-amerikanischen Bundesstaat Louisiana. Zu statistischen Zwecken ist der Ort zu einem Census-designated place (CDP) zusammengefasst worden. Im Jahr 2020 hatte Hackberry 926 Einwohner.
Hackberry ist Bestandteil der Lake Charles Metropolitan Statistical Area, der Metropolregion um die Stadt Lake Charles.

## Geografie
Hackberry liegt zwischen den Brackwasserseen Black Lake, Browns Lake und Calcasieu Lake im Mündungsbereich des Calcasieu River in den Golf von Mexiko.
Die geografischen Koordinaten von Hackberry sind 29°59′46″ nördlicher Breite und 93°20′32″ westlicher Länge. Der Ort erstreckt sich über eine Fläche von 242,7 km², die sich auf 212,7 km² Land- und 30 km² Wasserfläche verteilen.
Benachbarte Orte von Hackberry sind Carlyss (20,5 km nördlich) und Holly Beach (32,6 km südlich).
Das Stadtzentrum von Lake Charles liegt 42 km nordnordöstlich. Die nächstgelegenen Großstädte sind Lafayette (161 km ostnordöstlich), Louisianas Hauptstadt Baton Rouge (248 km in der gleichen Richtung), Shreveport (331 km nördlich), Beaumont in Texas (101 km westnordwestlich) und Houston (232 km westlich).

## Verkehr
Der Louisiana Highway 27 führt in Nord-Süd-Richtung als Hauptstraße durch Hackberry. Südlich des Ortes trifft der Highway auf den Mündungskanal des Calcasieu River, über den eine Fährverbindung besteht. Alle weiteren Straßen sind untergeordnete und teils unbefestigte Fahrwege sowie innerörtliche Verbindungsstraßen.
Mit dem Lake Charles Regional Airport befindet sich 51,9 km nordöstlich der nächste Regionalflughafen. Der nächstgelegene internationale Großflughafen ist der George Bush Intercontinental Airport in Houston (248 km westlich).

## Bevölkerung
Nach der Volkszählung im Jahr 2010 lebten in Hackberry 1261 Menschen in 499 Haushalten. Die Bevölkerungsdichte betrug 5,9 Einwohner pro Quadratkilometer. In den 499 Haushalten lebten statistisch je 2,53 Personen.
Ethnisch betrachtet setzte sich die Bevölkerung zusammen aus 98,7 Prozent Weißen, 0,5 Prozent Afroamerikanern, 0,4 Prozent amerikanischen Ureinwohnernsowie 0,1 Prozent (eine Person) Asiaten; 0,3 Prozent stammten von zwei oder mehr Ethnien ab. Unabhängig von der ethnischen Zugehörigkeit waren 0,8 Prozent der Bevölkerung spanischer oder lateinamerikanischer Abstammung.
21,2 Prozent der Bevölkerung waren unter 18 Jahre alt, 62,2 Prozent waren zwischen 18 und 64 und 16,6 Prozent waren 65 Jahre oder älter. 47,9 Prozent der Bevölkerung war weiblich.
Das mittlere jährliche Einkommen eines Haushalts lag bei 57.083 USD. Das Pro-Kopf-Einkommen betrug 32.694 USD. 6,0 Prozent der Einwohner lebten unterhalb der Armutsgrenze.